# Międzybrodzie Żywieckie
Międzybrodzie Żywieckie je vesnice v Polsku, v Slezském vojvodství, Okrese Żywiec a Gmině Czernichów. Vesnice se nachází 9 kilometrů od města Żywiec a asi 15 kilometrů od města Bílsko-Bělá.

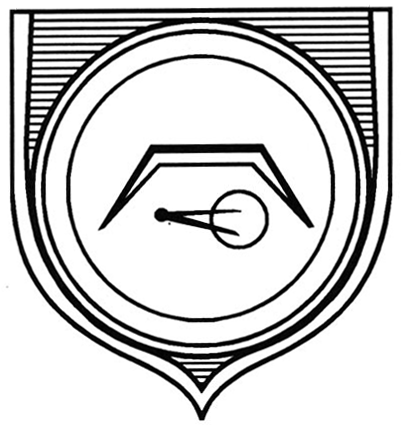
Neoficiální znak vesnicí

## Historie
Historicky byla obec součástí Osvětimského knížectví. V roce 1564 se spolu s celým Osvětimským a Zatorským knížectvím ocitla v hranicích Koruny polského království.
Po Lublinské unii roku 1569 se Osvětimsko-zatorské vévodství stalo součástí Polsko-litevské unie, v jejímž rámci zůstalo až do prvního dělení Polska v roce 1772.
Název Międzybrodzie Żywieckie pochází z obchodní cesty se solí a mědí na Oravu a do Uher, která vedla touto oblastí. Obchodníci museli cestou dvakrát přebrodit řeku Sołu. Oblast mezi těmito brody se proto nazývala Międzybrodzie. Druhá část názvu – Żywieckie – byla přidána až v 19. století, protože tehdy obec patřila k farnosti Stary Żywiec.
Na konci 19. století byla zavedena tzv. zimní školní docházka (polsky nauczanie zimowe), která zahrnovala výuku základů čtení a psaní. V roce 1910 byla založena základní škola, která se s největší pravděpodobností nacházela v soukromém domě. Ve 20. letech 20. století pak byla postavena dřevěná školní budova, jež slouží dodnes a v současnosti v ní sídlí mateřská škola.
Po katastrofální povodni v roce 1957 se tehdejší vláda Polské lidové republiky rozhodla stabilizovat a optimálně využít přítoky horní Visly, včetně řeky Soły. V roce 1960 zahájil generální dodavatel, společnost Hydrobudowa Kraków, přípravné práce. Ty zahrnovaly mimo jiné výstavbu zařízení a infrastruktury potřebné pro období stavby, vyčištění dna budoucí nádrže a další související úpravy.